# Kutujärvi (sjö i Finland, Lappland)
Kutujärvi är en sjö i Finland. Den ligger i kommunen Enare i landskapet Lappland, i den norra delen av landet, 1 000 km norr om huvudstaden Helsingfors. Kutujärvi ligger 142,5 meter över havet. Arean är 1,11 kvadratkilometer och strandlinjen är 8,37 kilometer lång. Sjön  ingår i Pasvik älvs huvudavrinningsområde. 